# Frénaros
Frénaros är en ort i Cypern.   Den ligger i distriktet Eparchía Ammochóstou, i den östra delen av landet, 50 km öster om huvudstaden Nicosia. Frénaros ligger 83 meter över havet och antalet invånare är 3 450. Den ligger på ön Cypern.
Terrängen runt Frénaros är huvudsakligen platt. Frénaros ligger uppe på en höjd. Närmaste större samhälle är Famagusta, 8,9 km norr om Frénaros. 